# Amastus postflavidus
Amastus postflavidus är en fjärilsart som beskrevs av Rothschild 1911. Amastus postflavidus ingår i släktet Amastus och familjen björnspinnare. Inga underarter finns listade i Catalogue of Life.